# トルヴェール・クヮルテット
トルヴェール・クヮルテット（Trouvère Quartet）は、1987年に結成された、日本のサクソフォーン四重奏団。

## メンバー

### 現在のメンバー
- 須川展也（すがわ のぶや）：ソプラノ・サクソフォーン、東京芸術大学卒業
- 彦坂眞一郎（ひこさか しんいちろう）：アルト・サクソフォーン、東京芸術大学大学院修了
- 神保佳祐（じんぼ けいすけ）：テナー・サクソフォーン、昭和音楽大学卒業・同大学音楽専攻科修了
- 田中靖人（たなか やすと）：バリトン・サクソフォーン、国立音楽大学卒業

### 元メンバー
- 新井靖志（あらいやすし）：テナー・サクソフォーン

## 来歴
グループ結成時のメンバーは、いずれも大室勇一の門下である、須川展也（ソプラノ・サクソフォーン）、彦坂眞一郎（アルト・サクソフォーン）、新井靖志（テナー・サクソフォーン）、田中靖人（バリトン・サクソフォーン）の4人のソリスト達によって1987年に結成された。結成当初から、須川の妻である小柳美奈子がピアノ伴奏を務めることも多く、多くの委嘱作品は、ピアノを含んだ編成となっている。
1992年の東京国際音楽コンクールで第2位、第5回日本吹奏楽アカデミー賞「演奏部門」受賞。当時の日本ではクラシックにおけるサクソフォーン四重奏団は珍しいものであったが、1998年8月26日にテレビ朝日「徹子の部屋」に出演した後、その存在を広く一般に知られるようになる。同年にリリースしたCD“トルヴェールの「四季」”は、ヴィヴァルディの「四季」とピアソラの「ブエノスアイレスの四季」を編曲したもの。また、2001年にリリースされたCD「マルセル・ミュールに捧ぐ」は第56回文化庁芸術祭「レコード部門」大賞を受賞した。そんな彼らのボーダレスな活動は、特に若年層から厚い支持を得ている。2000年12月には、国交400年となるオランダでの記念演奏会に招かれて各地で絶賛を浴びた。
2016年9月9日、長らくテナー・サクソフォーンのパートを受け持ってきた新井靖志が脳出血により死去し、以来コンサート等には新井の門下生である神保圭祐が出演してきた。2017年の30周年記念コンサート時に、神保が正式にメンバー入りをすることが発表された。

## ディスコグラフィー
1. the TROUVÈRE QUARTET ［1991年1月10日、APCE-5133］ - 1stアルバム。
2. To A Wild Rose ［1992年5月20日、SACD-0607］
3. サクソフォーン・アンサンブル名曲集/トルヴェール・クヮルテット（吹奏楽名曲コレクション32） ［1993年1月20日、TOCZ-9196］
4. イノセント・ドールズ ［1994年1月19日、TOCT-8276］
5. MY FAVORITE THINGS ［1994年11月30日、TOCT-8606］
6. カルメン・ラプソディ ［1996年7月10日、TOCE-9153］
7. HIGH FIVE ［1997年10月8日、TOCT-9948］
8. トルヴェールの「四季」 ［1998年10月28日、TOCE-9955］
9. サクソフォーン・アンサンブルII/トルヴェール・クヮルテット ［1998年11月26日、TOCF-6002］ - 3.の再リリース版。
10. Duke's Time ［1999年12月8日、TOCE-55095］
11. マルセル・ミュールに 捧ぐ ［2001年3月23日、TOCE-55284］ - 第56回文化庁芸術祭レコード部門大賞受賞。
12. トゥルーヴェ・トルヴェール! ［2002年9月19日、TOCE-55461-62］
13. トルヴェールの「惑星」 ［2004年10月9日、IMGN-3001］
14. Shall we Sax? ［2007年7月25日、AVCL-25158］
15. With You ［2014年10月1日、IMGN-3003］
16. Tipsy Tune ［2017年2月15日、IMGN-3005］

17.   Festa ［ 2023年11月22日 、 CVOV-10082 ］